# Ž́
Cette page contient des caractères spéciaux ou non latins. S’ils s’affichent mal (▯, ?, etc.), consultez la page d’aide Unicode.
Ž́ (minuscule : ž́), appelé Z hatckek accent aigu, est une lettre utilisée dans certaines romanisations de l’avestique et dans l’alphabet phonétique ouralien.
Il s’agit de la lettre Z diacritée d'un hatchek et d’un accent aigu.

## Représentations informatiques
Le Z hatchek accent aigu peut être représenté avec les caractères Unicode suivants :
- précomposé (latin étendu A, diacritiques)[1],[2] :

| formes    | représentations | chaînes de caractères | points de code | descriptions                                            |
| --------- | --------------- | --------------------- | -------------- | ------------------------------------------------------- |
| capitale  | Ž́               | Ž◌́                    | U+017D U+0301  | lettre majuscule latine z caron diacritique accent aigu |
| minuscule | ž́               | ž◌́                    | U+017E U+0301  | lettre minuscule latine z caron diacritique accent aigu |

- décomposé (latin de base, diacritiques) :

| formes    | représentations | chaînes de caractères | points de code       | descriptions                                                        |
| --------- | --------------- | --------------------- | -------------------- | ------------------------------------------------------------------- |
| capitale  | Ž́               | Z◌̌◌́                   | U+005A U+030C U+0301 | lettre majuscule latine z diacritique caron diacritique accent aigu |
| minuscule | ž́               | z◌̌◌́                   | U+007A U+030C U+0301 | lettre minuscule latine z diacritique caron diacritique accent aigu |